# 岭南金融博物馆
岭南金融博物馆（英語：Lingnan Finance Museum）是一座位于广东省广州市的博物馆。

## 历史
2018年12月17日建成开放，位于广东省广州市越秀区教育路流水井29号庐江书院（又称何家祠）内，毗邻北京路，占地面积1,900平方米，建筑面积2,300平方米，共有七个展厅，藏品8,500余件，部分精品包括南汉“官”字铸币铅锭、大明通行宝钞、孔祥熙题“同盟胜利”锦旗等。

## 营业时间
- 周二至周日：上午九点至下午五点

## 交通
- 广州地铁1号线、2号线公园前站